# Ora hyacintha
Ora hyacintha is een keversoort uit de familie moerasweekschilden (Scirtidae). De wetenschappelijke naam van de soort werd in 1914 gepubliceerd door Willis Stanley Blatchley.